# Écaille cramoisie
Phragmatobia fuliginosa
Espèce
L’Écaille cramoisie (Phragmatobia fuliginosa) est une espèce holarctique de lépidoptères (papillons) de la famille des Erebidae et de la sous-famille des Arctiinae.

## Répartition
Phragmatobia fuliginosa est répandue dans l'écozone paléarctique : on la trouve dans la majeure partie de l'Europe, en Afrique du Nord, en Russie, en Asie centrale et au Tibet. Elle est également présente dans le Nord de l'Amérique du Nord.

## Biologie

### Phénologie
L'imago vole de la mi-avril à octobre. 
L'espèce a deux ou trois générations par an, et hiverne au stade de chenille mature, à l'abri dans la végétation près du sol.

### Plantes hôtes
La chenille se nourrit sur divers végétaux : patiences, pissenlit, myosotis, achillée millefeuille, etc.

## Sous-espèces
On distingue plusieurs sous-espèces :
- Phragmatobia fuliginosa fuliginosa (Linnaeus, 1758)
- Phragmatobia fuliginosa rubricosa (Harris, 1841)
- Phragmatobia fuliginosa borealis (Staudinger, 1871)
- Phragmatobia fuliginosa pulverulenta (Alphéraky, 1889)
- Phragmatobia fuliginosa meridionalis Tutt, 1904
- Phragmatobia fuliginosa kroumira Oberthür, 1917
- Phragmatobia fuliginosa melitensis Bang-Haas, 1927 : seul lépidoptère endémique de l'archipel maltais[2]
- Phragmatobia fuliginosa meridionalis (Tutt, 1904)
- Phragmatobia fuliginosa paghmani Lének, 1966
- Phragmatobia fuliginosa taurica Daniel, 1970

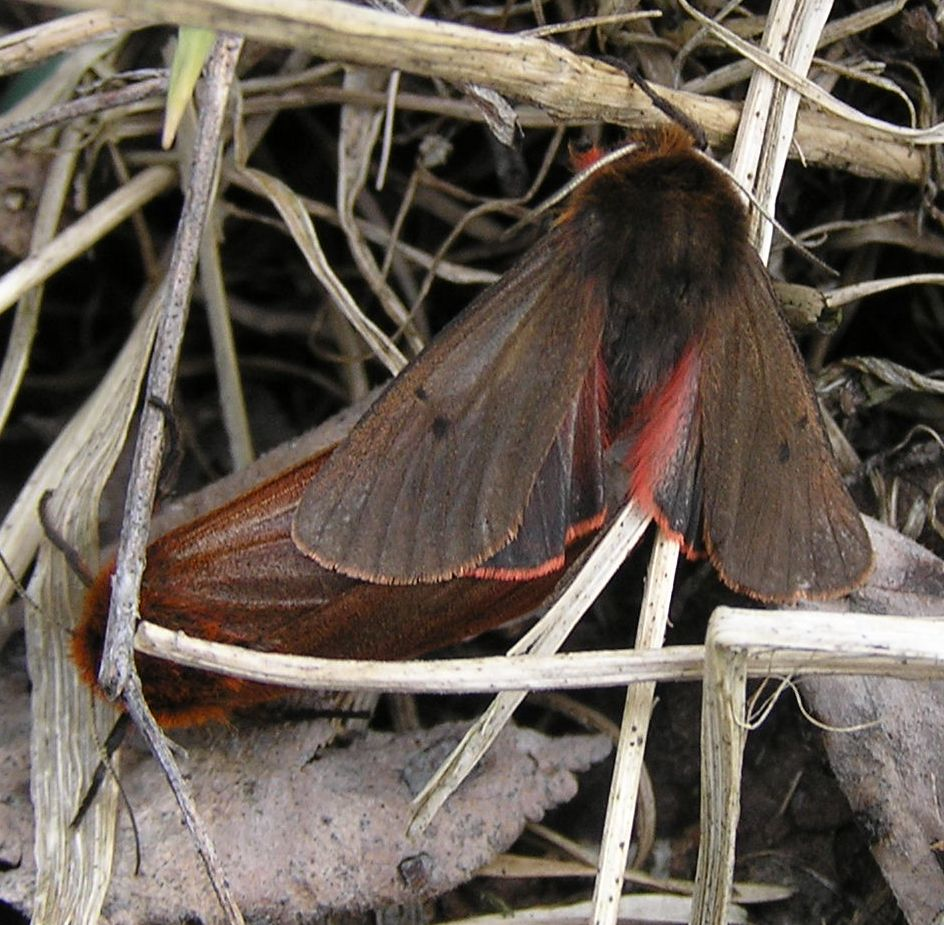
Accouplement.
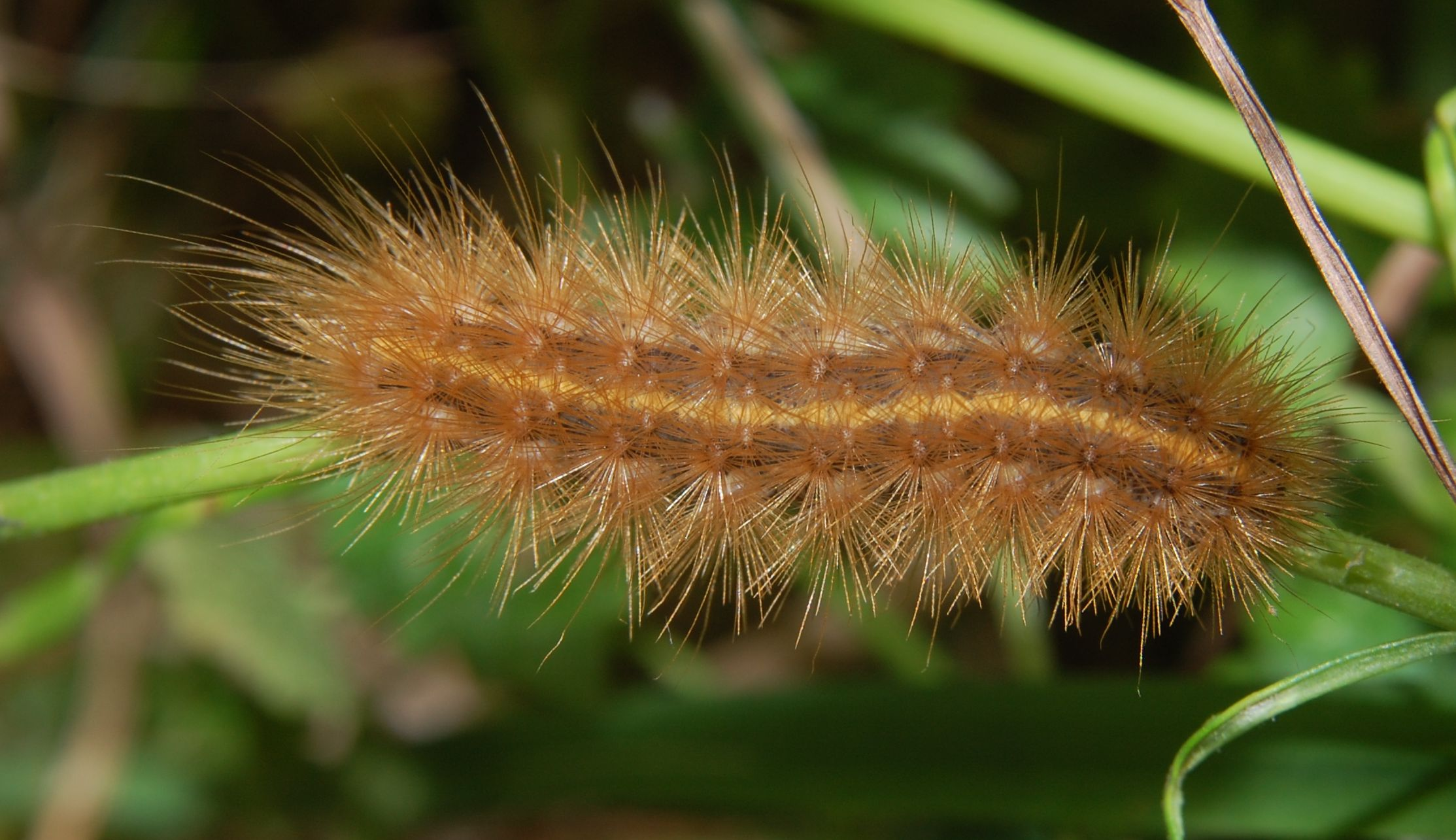
Chenille.
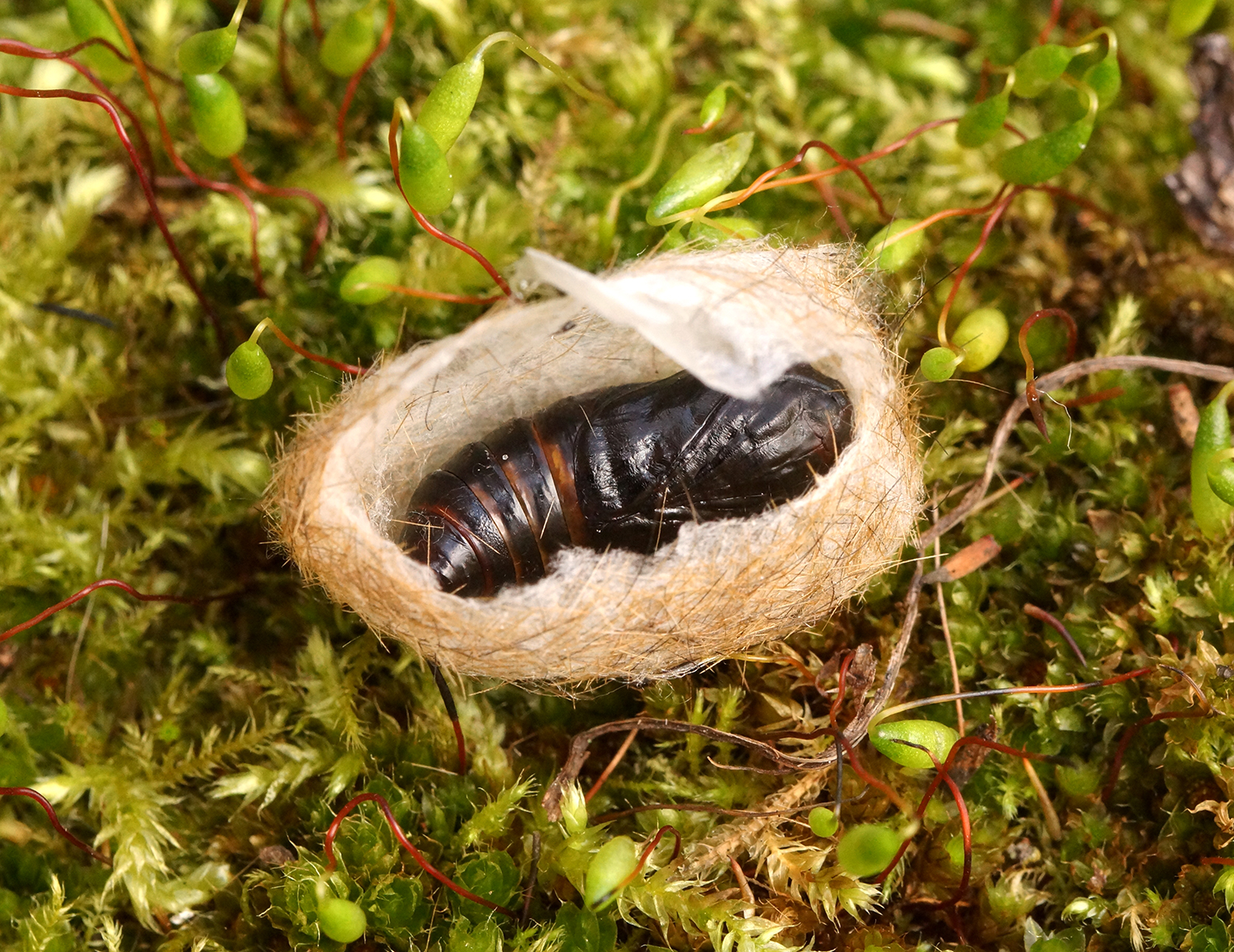
Chrysalide et cocon.
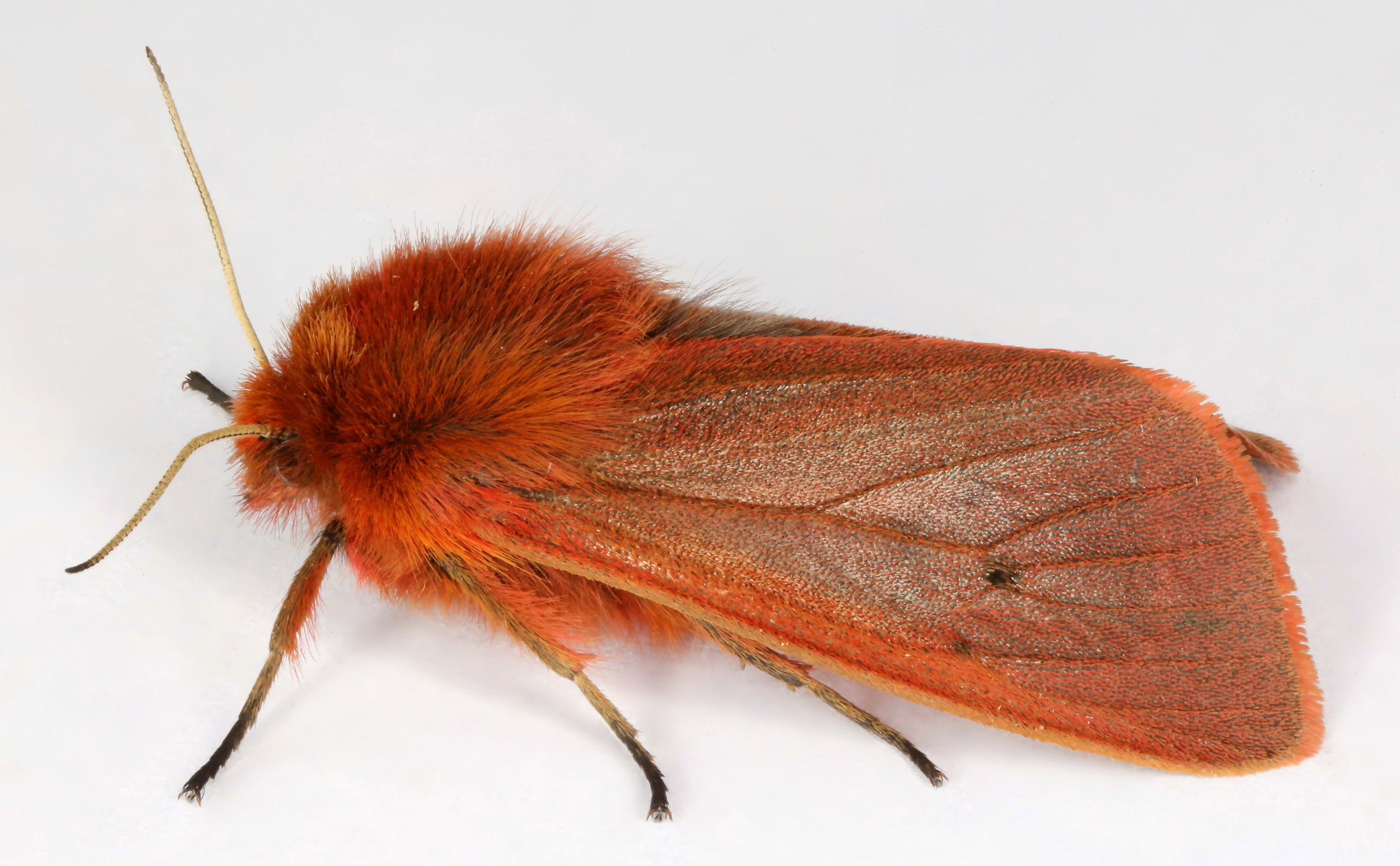
Imago en vue latérale.